# Стона, Роже
Роже Стона (англ. Rojé Stona; род. 26 февраля 1999, Монтего-Бей, Корнуолл) — ямайский метатель диска, олимпийский чемпион 2024 года.

## Биография
Роже начал свою карьеру метателя диска в средней школе Русеа, где в 2014 году стал победителем в метании диска среди мальчиков второго класса. Затем продолжил обучение в средней школе Сент-Яго в Спаниш-Тауне, на Ямайке. Учился в Университете Клемсона, где в 2022 году получил степень бакалавра в области промышленной инженерии, и в Университете Арканзаса.
Стона вышел в финал в метании диска на Играх Содружества 2022 года в Бирмингеме, заняв шестое место в общем зачете. Принимал участие в соревнованиях по метанию диска среди мужчин на чемпионате мира по легкой атлетике 2023 года в Будапеште и метнул снаряд на 62,57 метра, в итоге став 19-м.
В апреле 2024 года Стона прошел квалификацию на летние Олимпийские игры 2024 года, метнув снаряд с личным рекордом на 69,05 метров. В июле 2024 года он был официально включен в состав сборной Ямайки на летние Игры в Париже.
7 августа 2024 года на летних Олимпийских играх в Париже завоевал золотую олимпийскую медаль в метании диска. Стона в четвёртой попытке метнул диск на 70 метров и побил олимпийский рекорд Миколаса Алекны, который тот установил двумя попытками ранее. Эта победа стала первой золотой олимпийской медалью Ямайки в Париже.